# نيكي هانتر
نيكي هانتر (بالإنجليزية: Nicki Hunter)‏ ولدت في 19 ديسمبر 1979، هي ممثلة إباحية مخرجة ومنتجة أفلام وميك أب آرتست وناشطة في مجال الإباحة.

## المهنية
ولدت نيكي هانتر في ليك وورث بولاية فلوريدا ثم دخلت عالم الإباحية حيث صورت أول مشاهدها في عام 2003. زادت شهرة نيكي بعدما عملت على إخراج فيلم نفسية الذي صدر يوم 2 ديسمبر 2005.
في آذار/مارس 2010، ظهرت نيكي هانتر في إعلان الخدمة العامة وذلك من أجل المطالبة بحرية التعبير وضرورة سن قوانين وتشريعات من أجل منع التعدي على حق المؤلف خاصة فيما يتعلق بمحتوى البالغين.
عملت نيكي هانتر في مجال صنع وإخراج الأفلام الإباحية لمدة 11 عاما قبل أن تتقاعد في عام 2014، ولكنها لا تزال تعمل في هذا المجال كمخرجة؛ منتجة وفنانة ماكياج وتستضيف برنامج يُبث على الراديو تحكي فيه عن قصتها وسيرتها الذاتية وكيف ولجت عالم صنع أفلام الكبار.
في عام 2004، ظهرت نيكي هانتر في فيلم وثائقي بُث على التلفزيون تحت عنوان إباحية الملك ضد الرئيس.

## الحياة الشخصية
هانتر متزوجة من الممثل الإباحي جيسون هورن ولها مع ابنان.
في أوائل عام 2007، تم تشخيص حالة نيكي هانتر وتم التأكد من أنها مصابة بابيضاض الدم/لمفوما (T-cell) وهو شكل معقد من السرطان الذي يستهدف الجهاز اللمفاوي. وقد شكل هذا الخبر صدمة لها وصدمة لأسرتها الصغيرة وكذلك للعاملين في مجال صناعة الأفلام الإباحية الذين تحركوا وحاولوا جمع التبرعات لها حيث رتبوا عدة مؤتمرات ولقاءات للمانحين وطالبوا بمساعدتها قصد دفع بعض التكاليف الطبية المرتفعة.

## الجوائز والترشيحات
| السنة | النتيجة | الجائزة | الفيلم                   |
| ----- | ------- | --- | ------------------------ |
| 2005  | رُشِّح     | أفضل نجمة إباحية جديدة | —                        |
| 2005  | رُشِّح     | أفضل مشهد جنس جماعي (مع بروك بانر، بريتني فوستر ولاي لين)                                                                               | Bitch                    |
| 2005  | رُشِّح     | أفضل مشهد جنس جماعي (مع نيكوليتا، بين إنجلش ومانويل فيريرا)                                                                             | Intensitivity            |
| 2005  | رُشِّح     | أفضل مشهد جنسي (مع ليزا هاربر، جيا جوردان، رود فونتانا، أرنولد شوارزينبكر، راندي سبيرز وتايلر وود)                                      | Tails From the Toilet    |
| 2005  | رُشِّح     | أفضل مشهد جنس فموي | Pussy Farts              |
| 2006  | رُشِّح     | أفضل أداء في السنة (صنف الإناث) | —                        |
| 2006  | رُشِّح     | أفضل ممثلة مساعدة | Two Hot                  |
| 2006  | رُشِّح     | أفضل مشهد جنس جماعي (مع فيكتوريا آلير، جينا بروكس، لافيا، فانيلا سكاي، كيندي ستيرلينغ، كيلي ويلس، مارك أنتوني، بيرون لونغ وبراين بومبر) | Orgy World 9             |
| 2006  | رُشِّح     | أفضل مشهد جنس فردي | From My Ass to My Mouth  |
| 2007  | رُشِّح     | أفضل ممثلة مساعدة | Wild Things on the Run 3 |
| 2007  | رُشِّح     | أفضل مشهد جنس جماعي (مع هيلاري سكوت وساندرا رومين)                                                                                      | Anal Princess Diaries 2  |
| 2010  | فوز     | أفضل ظهور في مشهد جنسي (مع كريستي بيلدن، ليزا بيرسزل، ليونارد بيرسزل ثم جوليا آن)                                                       | The 8th Day              |
| 2010  | رُشِّح     | أفضل مشهد جنس فردي | Deep Anal Abyss 2        |
| 2011  | رُشِّح     | أفضل مشهد جنس جماعي (مع بوبي ستار، كيلي ديفيان وكلارا جي)                                                                               | Buttman’s Evil Live      |

| العام | النتيجة | الجائزة         |
| ----- | ------- | --------------- |
| 2005  | رُشِّح     | أفضل نجمة       |
| 2010  | فوز     | ملكة جمال اللطف |

| العام | نتيجة | جائزة                                    | الفيلم        |
| ----- | ----- | ---------------------------------------- | ------------- |
| 2005  | رُشِّح   | أفضل نجمة في السنة                       | —             |
| 2006  | فوز   | أفضل أداء في العام (صنف الإناث)          | —             |
| 2007  | رُشِّح   | أفضل ظهور على الشاشة (مع هايلي بيج وجاك) | الجيران الجدد |
| 2009  | رُشِّح   | أفضل عودة                                | —             |

## روابط خارجية
- نيكي هانتر على موقع IMDb (الإنجليزية)
- نيكي هانتر على موقع أول موفي (الإنجليزية)
- نيكي هانتر على موقع قاعدة بيانات الفيلم (الإنجليزية)
- نيكي هانتر على موقع كينوبويسك (الروسية)
- نيكي هانتر على موقع كينوبويسك (الروسية)